# Смолкин, Борис Григорьевич
Бори́с Григо́рьевич Смо́лкин (род. 2 марта 1948, Ленинград) — советский и российский актёр, шоумен и телеведущий. Заслуженный артист Российской Федерации (1999).

## Биография
Родился 2 марта 1948 года в еврейской семье архитектора Григория Моисеевича Смолкина (1909—1977), переехавшего в Ленинград в 1926 году из Белоруссии, и филолога, преподавателя английского языка Раисы Ефимовны Смолкиной.
Изначально учился в физико-математической школе № 30 при Ленинградском государственном университете (специальность — программист-вычислитель), блестяще проявлял себя в олимпиадах по химии, пел, много читал, выступал на сцене ТЮЗа при Ленинградском дворце пионеров и играл в шахматы, обучаясь у великого тренера Владимира Зака, впоследствии поступил на химический факультет того же ЛГУ.
Первый раз вышел на сцену в Театре юношеского творчества (ТЮТ) при Ленинградском дворце пионеров под руководством Матвея Дубровина, приняв участие в постановке «Тимур и его команда» (роль Мишки Квакина).
Параллельно посещал занятия в театральном кружке Ильи Резника на Васильевском острове, играл в театре-студии при ЛГУ, на первом курсе которого дебютировал в эпизодической роли школьника в фильме Петра Тодоровского «Фокусник».
В 1966 году окончил школу № 171 с углублённым изучением французского языка, а в 1972 году — Ленинградский институт театра, музыки и кинематографии (факультет музыкальной комедии), затем аспирантуру.
С 1972 по 2008 год работал в Театре музыкальной комедии.
В фильмографии артиста более 100 проектов. Первой кинолентой, в которой он снялся, будучи еще студентом, стал «Фокусник» Тодоровского. В главной роли актер впервые появился в 1974 году, перевоплотившись в Ивана Расплюева в картине «Свадьба Кречинского». Комедийные образы на долгие годы стали основным амплуа для Бориса Григорьевича.
С 1989 года был постоянным участником ленинградского театра капустников «Четвёртая стена», руководимого Вадимом Жуком.
На протяжении существования программ «Бесплатный Сыр» (ТВС) и «Плавленый Сырок» (Эхо Москвы) в конце каждой передачи исполнял дуэтом с Сергеем Лосевым сатирические куплеты, тексты к которым писал Вадим Жук.
Наиболее известен в роли дворецкого Константина в телевизионном сериале «Моя прекрасная няня».
Озвучивал магистра Йоду (Фрэнк Оз) в первых трёх эпизодах (трилогии-приквеле) фильма «Звёздные войны» (кинотеатральный дубляж компании «Нева-фильм») и в пятом и шестом эпизодах (дубляж для DVD студии «СПИГ», 2010 г.). В сериале «Агент национальной безопасности» (1-3) озвучивал Рудольфа Фурманова, а в сериале «По имени Барон» — Нодара Мгалоблишвили.
Ведёт актёрский курс в Санкт-Петербургском Балтийском институте иностранных языков и межкультурного сотрудничества (БИИЯМС). Снимался в рекламе.
В 2005 году вёл телеигру «Цена удачи» на телеканале НТВ, в 2011 году — несколько последних выпусков музыкального конкурса «Песня для вашего столика» на этом же телеканале. С 2014 по 2015 год — один из ведущих юмористического шоу «Это смешно» на канале «Россия-1». В 2020 году — постоянный участник телеигры «Пятеро на одного».
Помимо участия в телевизионных съемках, артист появляется и в различных передачах. В 2019-м он стал гостем программы Татьяны Устиновой «Мой герой», позднее вместе с Александром Жулиным поучаствовал в телеигре «Кто хочет стать миллионером?»
В 2020 году актер был приглашен в проект «Судьба человека», где подробно рассказал о препятствиях, возникающих на его жизненном пути, о творчестве и о знакомстве со 2-й женой.
В 2008 году награждён Благодарностью Законодательного Собрания Санкт-Петербурга за существенный личный вклад в развитие культуры и искусства в Санкт-Петербурге, многолетнюю успешную профессиональную творческую деятельность и в связи с 60-летием со дня рождения.

## Личная жизнь
- От первого брака
  - Сын — Владимир Смолкин (род. 1 ноября 1974[16]), театральный продюсер[17]
- Вторая жена — Светлана Смолкина (род. 1971)[18]
  - Сын — Глеб Смолкин (род. 27 августа 1999), фигурист, выступающий в танцах на льду с 2023 года за Грузию [19].

## Фильмография

### Роли в кино
1. 1967 — Фокусник
2. 1974 — Свадьба Кречинского — Расплюев
3. 1975 — Новогодние приключения Маши и Вити — Лесовичок
4. 1976 — Труффальдино из Бергамо — усатый разбойник на дороге/гвардеец при капитане
5. 1979 — Ганна Главари — Никош
6. 1982 — Продавец птиц (фильм-спектакль) — барон Станислав
7. 1985 — Воскресный папа — папа с ребёнком в кафе (в титрах не указан)
8. 1988 — Цыганский барон — слуга Зупана
9. 1995 — Клюква в сахаре — Семён (роль озвучивал Валерий Захарьев)
10. 1998 — Про уродов и людей — фотограф в ателье
11. 1999 — Улицы разбитых фонарей (эпизод: «Новогодние приключения ментов. Дело № 1999») — артист цирка
12. 2001—2004 — Вовочка — директор школы
13. 2001 — Ниро Вульф и Арчи Гудвин — Гроув, импресарио (фильм 2. «Летающий пистолет»)
14. 2002 — Русский ковчег — посол Нессельроде
15. 2002 — Нож в облаках — Илларион Шамнэ, ювелир
16. 2003 — Удачи тебе, сыщик — подполковник милиции (часть 3. «Цирк»)
17. 2004—2008 — Моя прекрасная няня — Константин Николаевич Семёнов, дворецкий
18. 2004 — Осторожно, Задов! — сосед Борис
19. 2005 — Талисман любви — Леопольд, историк
20. 2005 — Ночь в стиле детства
21. 2006 — День денег — Везунчик
22. 2006 — Бес в ребро, или Великолепная четвёрка — Фима[20]
23. 2006 — Первый дома — продавец телевизоров / алкаш / папа дяди Фёдора
24. 2007 — Шекспиру и не снилось — Алтын
25. 2007 — Ленинград — работник столовой в Смольном
26. 2009 — В сторону от войны — конферансье Мозельский
27. 2010 — Военная разведка. Западный фронт — Игорь Кириллович Бахтин, заводской врач (фильм 3. «Одиннадцатый цех»)
28. 2010 — Гаишники — Александр Иванович, отец жениха (фильм 15 «Рейдерский вальс»)
29. 2010 — Лиговка — Ефим Яковлевич Натанзон, ювелир (фильм 5. «Бриллианты Натанзона»)
30. 2011 — Возмездие — школьный завуч
31. 2011 — Любовь и разлука — адвокат Курочкин
32. 2011 — Три дня с придурком — президент компании
33. 2011 — Новые приключения Аладдина — купец
34. 2011 — Новогодняя SMS-ка — дворник
35. 2012 — Бедные родственники — Юрий Иванович Лисицын, врач
36. 2012 — Маша — Матвей Маркович, профессор
37. 2012 — Красная Шапочка — начальник королевской стражи
38. 2012—2013 — Анекдоты — разные персонажи в нескольких скетчах
39. 2013 — Три мушкетёра — господин Кокнар
40. 2013 — Ой, ма-моч-ки! — Михальченко, профессор (3-я и 4-я серии)
41. 2013 — Три богатыря — султан
42. 2014 — Поворот наоборот — администратор гостиницы
43. 2015 — Гороскоп на удачу — Врач
44. 2015 — Чума — Леонид Вячеславович Векслер, адвокат (фильм 1. «Залётный»)
45. 2016 — Бэби-бум — Степан Павлович, частный детектив
46. 2017 — Двенадцать чудес — Евгений Михайлович, сосед
47. 2018 — Динозавр — Исаак Яковлевич Суд, судебный адвокат
48. 2018 — Золушка — отец Золушки
49. 2018 — Последний бой — дед Марьян
50. 2018 — Ведьма — дед Пятак
51. 2020 — Последний день войны — дед Пятак
52. 2020 — Михаил Зощенко. История одного пророчества (документальный) — Зощенко
53. 2021 — Седьмая симфония — ударник Валентин Петрович Чуркин
54. 2022 — Кулагины 2  — '

### Озвучивание и дубляж
1. 1939 — Белоснежка и семь гномов (2001, дубляж «Нева-1») — Ворчун
2. 1979 — Летучая мышь — озвучивание куплетов Игоря Дмитриева[20]
3. 1980 — Жизнь и приключения четырёх друзей — Песенка друзей
4. 1980 — Звёздные войны. Эпизод V: Империя наносит ответный удар / Star Wars: Episode V — The Empire Strikes Back — магистр Йода (2010, дубляж CPIG)
5. 1981 — Сильва — озвучивание куплетов Виталия Соломина[20]
6. 1983 — Звёздные войны. Эпизод VI: Возвращение джедая / Star Wars: Episode VI — Return of the Jedi — магистр Йода (2010, дубляж CPIG)
7. 1991—1992 — Пираты тёмной воды (1996, дубляж «Нева-1» для Екатеринбург Арт Home Video) — Конк
8. 1994 — Принцесса-лебедь (1998, дубляж «Нева-1») — черепаха Скороход
9. 1996 — Неистребимый шпион
10. 1996 — Скала — председатель верховного суда
11. 1997 — Нечего терять — Дэвис «Риг» Лэнлоу
12. 1999 — Астерикс и Обеликс против Цезаря — Панорамикс
13. 1999 — 2001 — Агент национальной безопасности 1-3 — Филарет, фотограф Константин (серия «Шантаж», 1 сезон)
14. 1999 — Звёздные войны. Эпизод I. Скрытая угроза / Star Wars: Episode I — The Phantom Menace — магистр Йода
15. 2001 — Улицы разбитых фонарей. Менты 3 — Штольман (роль Никиты Струкова, серия «Шалом, менты»)
16. 2001 — Животное — шеф Уилсон
17. 2001 — Малхолланд Драйв — детектив Гарри Макнайт
18. 2002 — Улицы разбитых фонарей. Менты 4 — Альфред Адамович Мозель (роль Рудольфа Фурманова, серия «Мягкий приговор»)
19. 2002 — Нож в облаках — полковник (роль Владимира Лелётко)
20. 2002 — С меня хватит — Джим Толлер
21. 2002 — Лило и Стич — Кобра Бабочка
22. 2002 — Стильная штучка — Эрл Смутер
23. 2002 — Астерикс и Обеликс: Миссия Клеопатра — Панорамикс
24. 2002 — Ни жив, ни мёртв — начальник тюрьмы Эль Фуэго
25. 2002 — По имени Барон — «Барон»
26. 2002 — Звёздные войны. Эпизод II. Атака клонов / Star Wars: Episode II — Attack of the Clones — магистр Йода
27. 2003 — Бандитский Петербург. Фильм 5. Опер — Магомед Джабраилов (роль Александра Товстоногова)
28. 2003 — Афера — Морган Прайс
29. 2003 — Агент Коди Бэнкс — Брикман
30. 2003 — К чёрту любовь! — C. W.
31. 2003 — Новые приключения Стича — Кобра Бабочка
32. 2003 — В поисках Немо — Стая рыб
33. 2003 — 2005 — Войны клонов (2022, дубляж ТО NEXUS) — магистр Йода
34. 2003 — Танцор — «Администратор»
35. 2003 — Оптом дешевле — Шейк
36. 2004 — Убойная парочка: Старски и Хатч — Леон
37. 2004 — Вокруг света за 80 дней — лорд Солсбери
38. 2004 — Три мушкетёра: Микки, Дональд и Гуфи — коротышка Гавс
39. 2004 — Мулан 2 — Правитель Чин
40. 2005 — Звёздные войны. Эпизод III. Месть ситхов / Star Wars: Episode III — Revenge of the Sith — магистр Йода
41. 2005 — Фаворский — Рудольф Фарикович Валленберг
42. 2007 — Секунда до… — Дьявол
43. 2008 — Звёздные войны: Войны Клонов — магистр Йода
44. 2009 — Интернэшнл — Ахмет Сунай
45. 2009 — Джули и Джулия: Готовим счастье по рецепту — Пол Чайлд
46. 2009 — Золотой ключик — рассказчик
47. 2015 — Звёздные войны: Пробуждение силы / Star Wars: The Force Awakens — магистр Йода
48. 2017 — Звёздные войны: Последние джедаи / Star Wars: The Last Jedi — магистр Йода

### Озвучивание мультфильмов
1. 2013 — Возвращение Буратино — Дуремар
2. 2022 — Чинк: Хвостатый детектив — Карл

1. 2002 — Лило и стич — Кобра Баблс

## Роли в театре
- 1972 — Как сделать карьеру — Бад Фрамп
- 1973 — Свадьба Кречинского — Расплюев
- 1974 — Мадемуазель Нитуш — Флоридор
- 1975 — Мой друг Бенбери — Джек Уортинг
- 1976 — Прекрасная Елена — Плутон
- 1976 — Мерси, или Старинный водевиль — полковник Дурново
- 1977 — Труффальдино — Труффальдино
- 1978 — Дело — Тарелкин
- 1978 — Весёлая вдова — Никош
- 1979 — Мистер Икс — Пеликан
- 1989 — Много шуму из ничего — Кизил
- 1990 — Гамлет — Полоний
- 1997 — Возраст любви — Виконт
- 1997 — Мы из Одессы, здрасьте! — Яков Петрович
- 1998 — Баядера — Наполеон
- 1999 — Жозефина и Наполеон — Наполеон
- 2000 — Королева Чардаша — князь
- 2002 — Мышьяк и старое вино — доктор Эйнштейн
- 2006 — Новые русские мужики — Зюзя
- 2007 — Покровские ворота — Велюров
- 2008 — Результат налицо — комиссар полиции
- 2009 — Тысяча вторая ночь — визирь
- 2010 — Вустер и Дживс — Дживс
- 2011 — Клинический случай — сержант
- 2012 — Бобслей для взрослого мужчины — Пьер
- 2013 — Виновник торжества — Вадим Петрович
- 2014 — 13 номер — управляющий
- 2014 — Пола Негри — продюсер Адольф Цукор
- 2016 — Детектор лжи — Гипнотизёр
- 2019 — Ведьма